# Havěť všelijaká
Havěť všelijaká (2005, druhý díl 2007, oba Indies Records) je sampler produkovaný Vítem Sázavským a Jiřím Sedláčkem. Je určený převážně pro děti a obsahuje písně od různých autorů hlavně o zvířatech. Navazuje tak na sampler Sloni v porcelánu (1999), který oba hudebníci produkovali spolu se Zdeňkem Vřešťálem. Grafikem obou alb (i Slonů) je Michal Cihlář.

## Seznam písní

### Havěť všelijaká (2005)
1. Zvířátka, Majerovy brzdové tabulky /2:56
2. Krabička, Jiří Schmitzer /2:16
3. Obři, Václav Koubek /1:20
4. Bleší olympiáda, Jiří Lábus /3:29
5. Labutě, Zdeněk Svěrák & Jaroslav Uhlíř /1:39
6. Kuna ví, Jiří Dědeček /3:50
7. Lenochod, Pavlína Jíšová /2:13
8. Psí kusy, Jan Burian /1:40
9. Sloni, Bratři Ebenové /2:57
10. Kobra, Slávek Janoušek /2:58
11. A je nám dobře, Sestry Steinovy /2:11
12. Léto letoucí, Jiří Suchý /1:49
13. Koupil jsem na trhu…, Jindra Kejak /1:00
14. Defilé u moře, Ivan Mládek /2:25
15. Les (text: Milan Princ), Roman Dragoun /2:31
16. Zajíc , Jana Kirschner /2:12
17. Psí balada, Raven /3:21
18. Zahradník kozlem, Zdeněk Vřešťál /0:51
19. Samuraj, Jaromír Nohavica /1:35
20. Ježibabí, Jablkoň /3:29
21. Svině divoká, Aleš Háma /1:01
22. Zoubky, Roman Holý /2:39
23. Vánoce na Marsu, Jan Budař /2:31
24. Laně, Jaroslav Samson Lenk /1:31
25. Brontosaurus, Katka Šarkozi /2:25
26. Indiánská, Wabi Daněk /1:24
27. Velký zvíře, Neřež /1:11
28. Kluziště (autor: Karel Plíhal), Richard Krajčo /2:59
29. Kočičí bál, Jiří Suchý & Jiří Šlitr /1:06
30. ZOO, Vlasta Redl /0:55
31. Zajíček běží, Hradišťan /1:05

### Havěť všelijaká 2 (2007)
1. Krokodýl vegetarián (Jiří Sedláček / Vladimír Poštulka), Richard Tesařík, Eve Quartet /2:35
2. Pavoučci, Petr Janda /2:35
3. Bakterie Božena, Martina Trchová, Jan Matěj Rak /2:35
4. Mary Had A Little Lamb (anglická lidová), Miro Žbirka /1:55
5. Angličané (text: Emanuel Frynta), Petr Skoumal /4:01
6. Všechno lítá, Raven /3:16
7. Slon, Václav Koubek /1:05
8. Pamětník (autor: Jiří Slíva), Ondřej Hejma /1:25
9. Strašidlo skříňové, Slávek Janoušek /1:38
10. V domě straší duch (hudba: Jaroslav Ježek), Jiří Voskovec & Jan Werich /1:38
11. Píseň pro Alenku (Ivan Gajdoš / František Hrubín, Ivan Gajdoš), Iva Frühlingová, Bratři Orffové /3:05
12. Píseň hlemýžďů jdoucích na pohřeb (Jiří Cerha / Jacques Prévert, František Hrubín), C & K Vocal /4:29
13. U Žatce, Jiří Dědeček /1:35
14. Na výstavě kanárů (Ivan Mládek), Jiří Lábus /3:04
15. Modlivky (Slavo Sany Grék), Sanyland /3:23
16. Kuřátko od maminky, Radek Pastrňák /1:03
17. Zmrzlina a chobotnice, Ivan Hlas /1:59
18. Koktavá kráva (Jiří Slíva), Jana Koubková /1:08
19. Chroup, Nestíháme /3:31
20. Náš páv, Ivan Mládek /2:01
21. Bílé křídlo motýlí (Jiří Cerha / Jiří Tichota), Spirituál kvintet /2:52
22. Chyťte brouka, Ondřej Havelka & Melody Makers /2:48
23. Pszczólki male (polská lidová), Roman Štolpa /2:14
24. Kózka (polská lidová), Radůza /0:46
25. Had, Jaroslav Samson Lenk /1:40
26. Turista (hudba: Jiří Sedláček), Vladimír Čech /3:04
27. Chumelí (Jan Jiráň), Botafogo /2:03